# Großniedesheim
Großniedesheim este o comună din landul Renania-Palatinat, Germania.